# Eynsford
Eynsford – wieś w Anglii, w hrabstwie Kent, w dystrykcie Sevenoaks. Leży nad rzeką Darent, 25 km na północny zachód od miasta Maidstone i 29 km na południowy wschód od centrum Londynu. W 2015 miejscowość liczyła 1860 mieszkańców.